# Mogilev Airport
Mogilev Airport är en flygplats i Belarus. Den ligger i den nordöstra delen av landet, 170 km öster om huvudstaden Minsk. Mogilev Airport ligger 188 meter över havet.
Terrängen runt Mogilev Airport är mycket platt. Runt Mogilev Airport är det ganska tätbefolkat, med 192 invånare per kvadratkilometer.. Närmaste större samhälle är Mahiljoŭ, 16,9 km öster om Mogilev Airport.
Trakten runt Mogilev Airport består till största delen av jordbruksmark.